# پوئرس
پوئرس (انگلیسی: Puerres) یک منطقه مسکونی در کشور کلمبیا است.